# Ruby Payne-Scott
Ruby Violet Payne-Scott, B.Sc.(Fís.) M.Sc. DipEd  (28 de maio de 1912 – 25 de maio de 1981) foi uma pioneira australiana em radiofísica e radioastronomia, e foi a primeira mulher radio-astrônoma.
Faleceu em Sydney, Nova Gales do Sul, Austrália, em 25 de maio de 1981, três dias antes de completar 69 anos. Ela sofreu do mal de Alzheimer em seus últimos anos de vida.

## Primeiros anos
Payne-Scott nasceu em Grafton, Nova Gales do Sul, Austrália, em 28 de maio de 1912. Mais tarde, se mudou para Sydney para viver com sua tia, e terminou o ensino secundário na Sydney Girls High School.
Ela ganhou duas bolsas de estudos para a Universidade de Sydney, onde concluiu o bacharelado em Física em 1933, um mestrado em 1936, e um Diploma of Education em 1938.

## Carreira
Uma das físicas mais importantes que a Austrália já produziu e uma das primeiras no mundo a considerar a possibilidade da radioastronomia, e responsável pelo que é agora uma parte fundamental do dicionário da ciência moderna, Payne-Scott era por muitas vezes a única mulher em suas aulas na Universidade de Sydney.
Sua carreira atingiu o ápice quando trabalhou para o governo australiano na Commonwealth Scientific and Industrial Research Organisation (CSIRO), em Dover Heights, Hornsby e, especialmente, em Potts Hill (ficam no subúrbio de Sydney). Algumas de suas fundamentais contribuições para a radioastronomia solar vieram no final deste período. Ela é a descobridora das explosões tipos I e III, e participou na descoberta das explosões tipos II e IV. Payne-Scott teve papel importante na primeira observação interferômica radioastronômica em 26 de janeiro de 1946, quando um interferômetro foi utilizado para determinar a posição e tamanho angular de uma explosão solar. Essa observação ocorreu em Dover Heights (onde havia um radar do Exército australiano) ou em Beacon Hill, próximo à Collaroy, ao norte de Sydney (onde havia um radar da Real Força Aérea da Austrália, que não estava ativo antes da década de 1950).
Durante a II Guerra Mundial, esteve envolvida em trabalhos secretos investigando radares. Payne-Scott era especialista na detecção de aeronaves utilizando telas PPI (Indicador de Posição). Ela também foi à época membro do Partido Comunista da Austrália e foi uma das primeiras defensoras dos direitos da mulher. A Australian Security Intelligence Organisation estava observando Payne-Scott e possuía um arquivo substancial de suas atividades, com algumas distorções.[carece de fontes?]